# Degerfors kommunala realskola
Degerfors kommunala realskola var en kommunal realskola i Degerfors verksam från 1951 till 1970.

## Historia
Skolan bildades som en högre folkskola. 1951 ombildades denna till en kommunal mellanskola vilken ombildades till kommunal realskola 1 juli 1952
Realexamen gavs från 1951 till 1970.
Skolbyggnad var från 1955 dagens Parkskolan.